# Club Baths

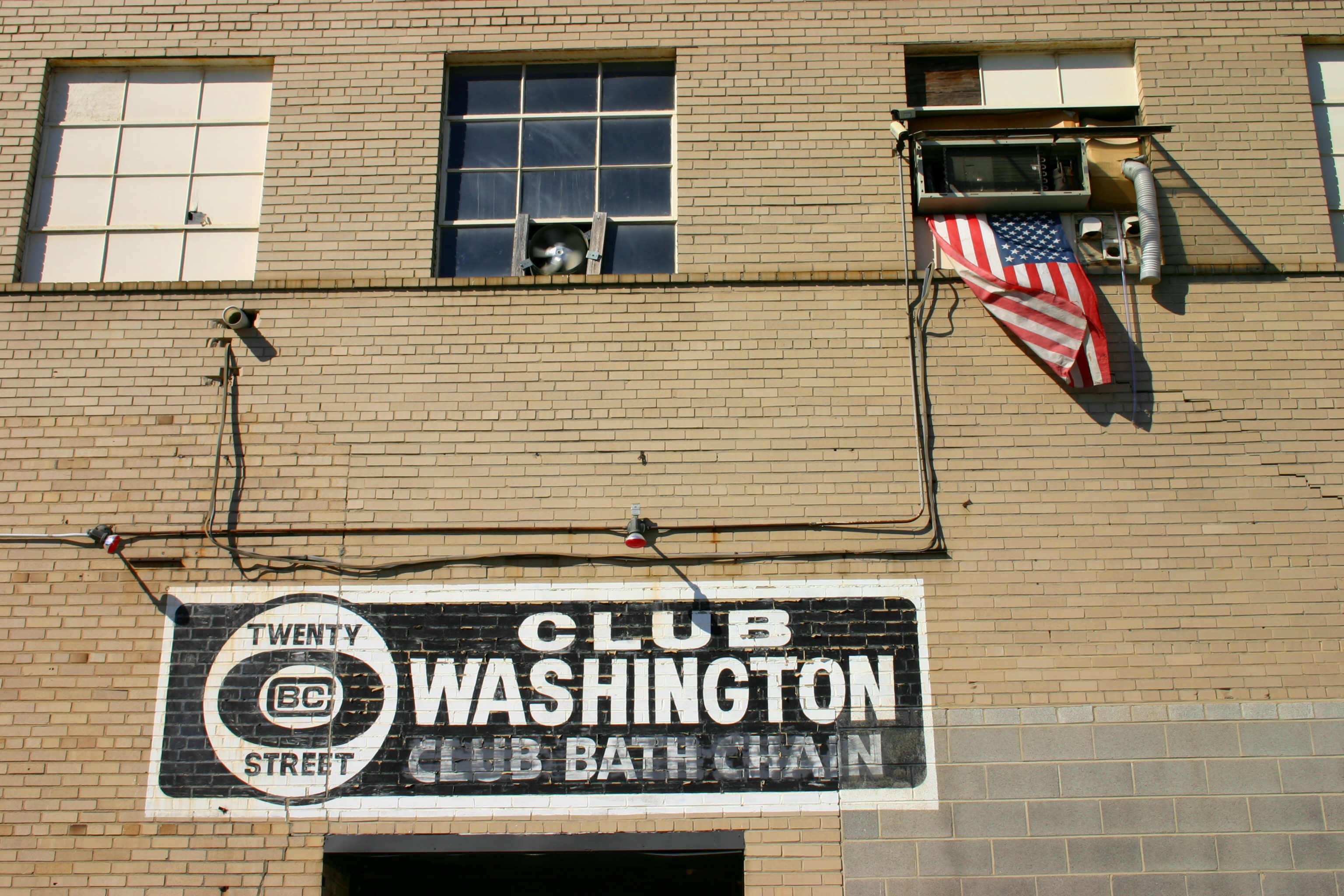
Club Bath de Washington D. C. en 2005

Club Baths fue una cadena de saunas gay de Estados Unidos y Canadá, con especial presencia, a partir de la década de 1960 hasta la de 1990.
En su apogeo, incluyó 42 saunas en: Akron, Atlanta, Atlantic City, Baltimore, Boston, Buffalo, Camden (Nueva Jersey), Chicago, Cleveland (dos ubicaciones), Columbus Ohio, Dallas, Dayton, Detroit, Hartford, Houston, Indianápolis, Jacksonville, Kansas City (Misuri), Cayo Hueso, Los Ángeles, Miami, Milwaukee, Mineápolis («próxima apertura»), New Haven («próxima apertura»), Nueva York, Newark (Nueva Jersey), Filadelfia, Phoenix, Pittsburgh, Providence, San Luis, San Francisco, Tampa, Toledo, Ohio, Washington D. C., London (Ontario) y Toronto.
La cadena afirmó tener al menos 500 000 miembros. La mayoría de los saunas fueron cerrados en la década de 1990 por agencias gubernamentales, o a causa de un mercado cambiante, tras acusaciones de que las casas de baños habrían contribuido a la propagación del SIDA .
El Club fue fundado en 1965 por John W. Campbell, generalmente conocido como «Jack» y nacido en 1932, junto a otros dos inversionistas quienes pusieron 15 000 dólares estadounidenses para comprar un sauna finlandés cerrado en Cleveland, Ohio. Campbell quería proporcionar instalaciones más limpias y brillantes, que contrastaran con el entorno oscuro y sucio que existía a su alrededor.
Campbell, expresidente de la Universidad de Míchigan para Jóvenes Demócratas y miembro de la Sociedad Mattachine de Cleveland, participó activamente en la política gay y formó parte de la Junta del National Gay Task Force (en español: Grupo de Trabajo Nacional Gay). En un momento dado, mientras se encontraba con Troy Perry, fundador de la Iglesia de la Comunidad Metropolitana, se dijo que Perry le había dicho «tenemos cien iglesias y un total de 30 000 miembros». Campbell respondió: «Bueno, aunque sólo tenemos treinta iglesias, tenemos 300 000 miembros».
Campbell participaría activamente contra la campaña Save Our Children de la activista homofóbica Anita Bryant en la década de 1970.
La instalación en Toronto, Ontario, fue uno de los cuatro saunas allanados el 5 de febrero de 1981, en una acción policial conocida como Operación Jabón.
Entre los saunas que hoy reclaman ser herederos de Club Baths, están CBC Resorts Club Body Center, con casas de baño en Miami, Florida, Filadelfia, Pensilvania y Providence, Rhode Island. y The Clubs, con sucursales en Cleveland, Columbus, Fort Lauderdale (Florida), Dallas (Texas), Houston (Texas), Indianápolis (Indiana), Orlando (Florida) y St. Louis (Misuri).